# Кассім М'Дагома
Кассім М'Дагома (фр. Kassim M'Dahoma, нар. 26 січня 1997, Марсель) — коморський футболіст, захисник клубу «Обань» та національної збірної Коморських Островів.

## Клубна кар'єра
Народився 26 січня 1997 року в місті Марсель. Вихованець юнацьких команд футбольних клубів «ФК Кот Бльо» та «Консолат».
У дорослому футболі дебютував 2016 року виступами за команду «Консолат», у якій провів два сезони, взявши участь у 31 матчі чемпіонату. 
Згодом з 2018 по 2023 рік грав у складі команд «Булонь», «Бур-ан-Бресс Перонна», «Ліон-Дюшер», «Авранш» та «Ботошані».
Своєю грою за останню команду привернув увагу представників тренерського штабу клубу «GOAL», до складу якого приєднався 2023 року.
До складу клубу «Обань» приєднався 2024 року. Станом на 21 лютого 2025 року відіграв 17 матчів у національному чемпіонаті.

## Виступи за збірну
У 2017 році дебютував в офіційних матчах у складі національної збірної Коморських Островів.
У складі збірної був учасником Кубка африканських націй 2021 року у Камеруні.
| Дата       | Місто   | Господарі         | Результат | Гості             | Турнір                                   | Голи | Примітки |
| ---------- | ------- | ----------------- | --------- | ----------------- | ---------------------------------------- | ---- | -------- |
| 10-1-2022  | Яунде   | Коморські Острови | 0 – 1     | Габон             | Кубок африканських націй 2021 - 1-й етап | -    | 76'      |
| 14-1-2022  | Яунде   | Марокко           | 2 – 0     | Коморські Острови | Кубок африканських націй 2021 - 1-й етап | -    |          |
| 18-1-2022  | Гаруа   | Гана              | 2 – 3     | Коморські Острови | Кубок африканських націй 2021 - 1-й етап | -    |          |
| 24-3-2023  | Буаке   | Кот-д'Івуар       | 3 – 1     | Коморські Острови | Відбір до Кубка африканських націй 2023  | -    | 49' 79'  |
| 9-9-2024   | Радес   | Мадагаскар        | 1 – 1     | Коморські Острови | Відбір до Кубка африканських націй 2025  | -    |          |
| 11-10-2024 | Радес   | Туніс             | 0 – 1     | Коморські Острови | Відбір до Кубка африканських націй 2025  | -    | 65'      |
| 15-10-2024 | Абіджан | Коморські Острови | 1 – 1     | Туніс             | Відбір до Кубка африканських націй 2025  | -    | 6' 78'   |
| 15-11-2024 | Беркан  | Гамбія            | 1 – 2     | Коморські Острови | Відбір до Кубка африканських націй 2025  | -    |          |
| Усього     |         | Матчів            | 8         |                   | Голів                                    | 0    |          |